# Caernarfonshire
Caernarfonshire (Caernarvonshire, Carnarvonshire, wal. Sir Gaernarfon) – hrabstwo historyczne w północno-zachodniej Walii (Wielka Brytania).
Hrabstwo ustanowione zostało w 1284 roku na mocy statutu z Rhuddlan, który podporządkował Walię koronie angielskiej. Jego stolicą było miasto Caernarfon. Hrabstwo istniało do 1974 roku, kiedy to włączone zostało do nowo utworzonego hrabstwa Gwynedd. Od 1996 roku najbardziej na wschód wysunięta część Caernarfonshire znajduje się w granicach hrabstwa Conwy.
Hrabstwo zajmowało powierzchnię 1473 km² (7,1% powierzchni Walii). W 1801 roku zamieszkane było przez 41 751 osób (6,9% całkowitej ludności Walii), w 1851 roku – 81 425 (6,8%), w 1901 roku – 125 649 (6,2%), a w 1951 roku – 124 140 (4,7%). W 2011 roku obszar dawnego hrabstwa zamieszkany był przez 139 065 osób. W 1901 roku 89,6% mieszkańców potrafiło posługiwać się językiem walijskim, a dla 47,7% był to jedyny język. W 1991 roku znajomość tego języka deklarowało 61,5% mieszkańców.
Hrabstwo położone było nad wybrzeżem Morza Irlandzkiego, z linią brzegową o całkowitej długości nieco ponad 150 km. Zachodnia część hrabstwa znajdowała się na półwyspie Llŷn, oblewanym wodami zatok Cardigan i Caernarfon. Na północy cieśnina Menai Strait oddzielała hrabstwo od wyspy Anglesey. Wschodnią granicę hrabstwa wyznaczała rzeka Conwy. W środkowej i wschodniej części hrabstwa znajdował się masyw górski Snowdonii, z najwyższym wzniesieniem Walii – górą Snowdon (1085 m n.p.m.). Od 1951 roku obszar ten objęty jest Parkiem Narodowym Snowdonia.
Tradycyjnym zajęciem miejscowej ludności jest wypas owiec. W XVIII i XIX wieku na wielką skalę prowadzone było wydobycie łupków. Współcześnie istotną rolę odgrywa turystyka, w szczególności piesza i wspinaczkowa. Do tutejszych zabytków należą zamki w Caernarfon i Conwy.
Do głównych miejscowości hrabstwa należały: Bangor, Bethesda, Betws-y-Coed, Caernarfon, Conwy, Criccieth, Llandudno, Llanfairfechan, Penmaenmawr, Porthmadog oraz Pwllheli.